# الراقص (قيفاوس)
الراقص في الفلك (بالإنجليزية:Mu Cephei أو μ Cephei) هو نجم عملاق عظيم لونه أحمر لعلي ويوجد في كوكبة الملتهب. وهو من النجوم العملاقة ذات الكتلة الكبيرة، فتبلغ كتلته نحو 25 كتلة شمسية . وهو أحد نجوم قائمة أكبر النجوم ، وقائمة أشد النجوم سطوعا في درب التبانة . يبدو بلونه اللعلي الأحمر ويصنف طيفه M2Ia. اتضح من الرصد حديثا أن للراقص نجمين قرينين يدوران حوله، ولا يزال البحث جاريا من أجل معرفة خصائص قرينيه.
يسمى أحيانا بالإنجليزية Garnet star للإشارة إلى لونه اللعلي الأحمر.

## خواصه

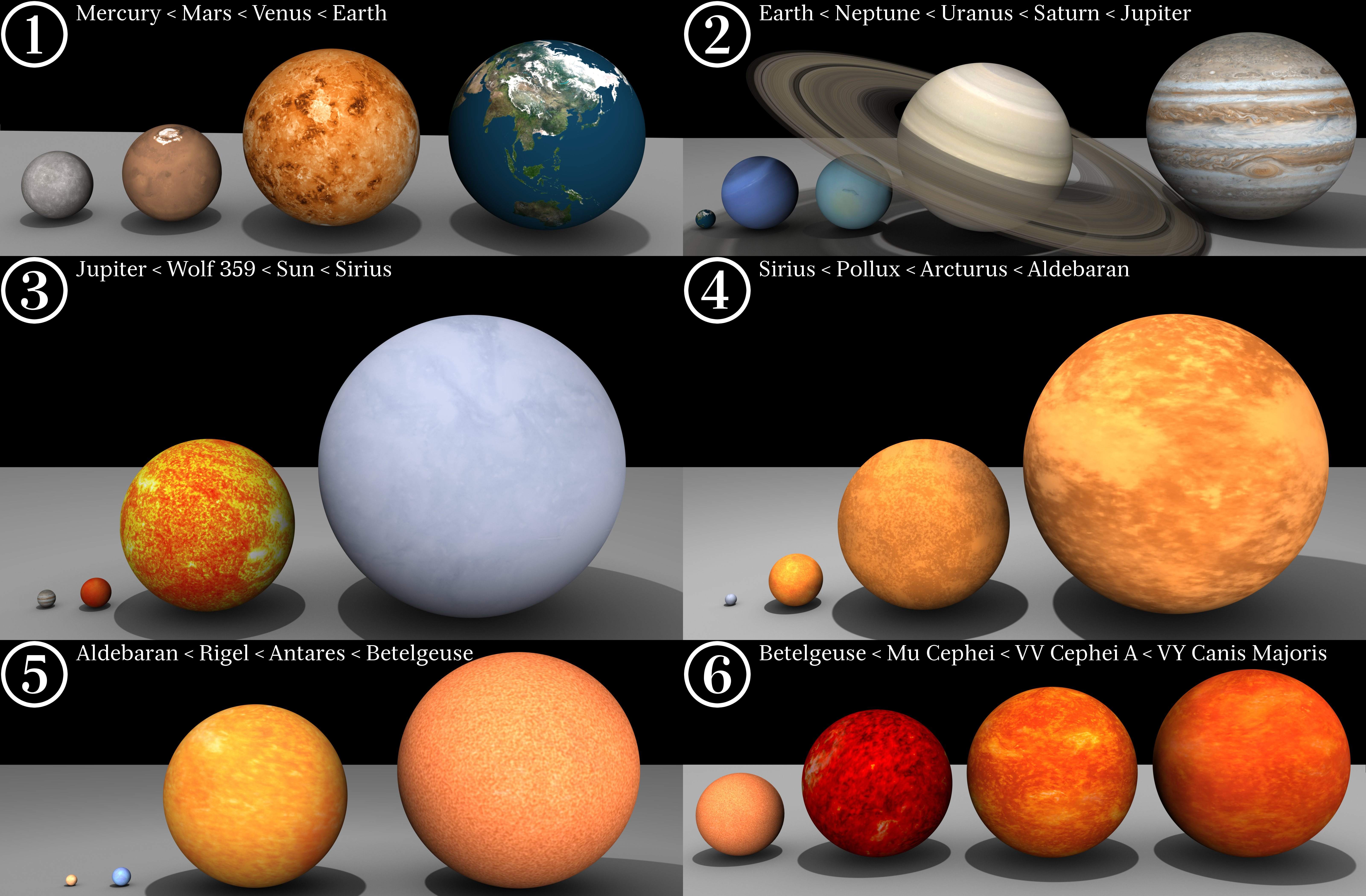
مقارنة بين أحجام بعض كواكب المجموعة الشمسية وبعض النجوم.
1. عطارد <المريخ <الزهرة <الأرض
2. الأرض <نبتون <أورانوس <زحل <المشتري
3. المشتري <وولف 359 <الشمس <الشعرى اليمانية
4. الشعرى اليمانية <رأس التوأم المؤخر <السماك الرامح <الدبران
5. الدبران <رجل الجبار <قلب العقرب <منكب الجوزاء
6. منكب الجوزاء <الراقص<VV قيفاوس A

هو عملاق عظيم أحمر ويُرى بسهولة بالعين المجردة . ويظهر واضحا من نصف الكرة الأرضية الشمالي خلال الأشهر أغسطس حتى يناير.
قام القمر الصناعي هيباركوس بتعيين المسافة بيننا وبين الراقص وقدرها 1.600 فرسخ فلكي ولكن دقة التعيين لم تكن دقيقة . وأجري تعيين بعده عنا أيضا بمقارنة حجمه بحجم منكب الجوزاء وتعطي تلك الطريفقة المسافة بينه وبيننا
390 ± 140 فرسخ فلكي. ويبين تفقدير قدر عام 2005 أن الراقص يبعد عنا نحو 573 فرسخ فلكي.
يبلغ قطر الراقص نحو 1650 مرة أكبر من قطر الشمس ، وإذا فرض وأد وضعناه في مكان الشمس لوصل سطحه مدار المشتري وزحل . وهو يستطيع أن يحوي في باطنه أكثر من 4 مليار شمس ، وتبلغ كتلته نحو 25 كتلة شمسية . توجد فقط خمس نجوم قد تفوقه في الحجم وهي: في واي الكلب الأكبر ، وكي وي ساجيتاري وكي واي سيجني وفي 354 الملتهب وفي في الملتهب .
وإذا مثلنا الأرض بكرة جولف (وقطرها 3و4 سنتيمتر) لوصل قطر الراقص 5و5 كيلومتر. وهو نجم متغير ويتغير قدره الظاهري بين +3.62 و+5 خلال دورة مقدارها من 2 إلى 5و2 سنة . وهو أشد ضياء من الشمس نحو 38.000 مرة .
ويبلغ قدره المطلق في نطاق الضوء المرئي Mv = −7.0.
وإذا اخذنا شدة تالقه والأشعة تحت الحمراء التء يصدرها وقمنا بتصحيح ما يمتص في الفضاء من إشعاعه لوصلت شدة ضيائه 350.000 ضعف صياء الشمس فقدره البولومتري
-9.1 ، مما يجعله واحد من أشد النجوم سطوعا .

## تطوره

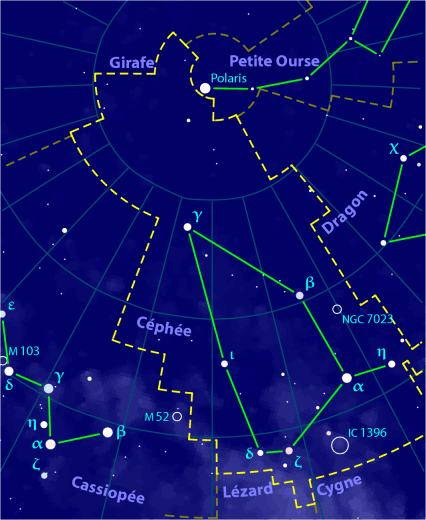
كوكبة الملتهب وفيها الذراع الأيمن (ألفا الملتهب) ، والفرق (بيتا الملتهب). يوجد الراقص الملتهب بالقرب من IC 1396.

يقترب الرقاص (الملتهب) حاليا من نهاية عمره، فقد بدأ يدمج الهيليوم ويحوله إلى الكربون ، بينما تدمج نجوم النسق الأساسي الهيدروجين إلى الهيليوم. وتبين دورة الهيليوم والكربون أن الرقاص قد وصل إلى المرحلة الأخيرة من عمره وقد ينفجر قريبا في هيئة مستعر أعظم . وعندما يصبح عملاق عظيم مستعرا أعظما فإنه ينفجر مخلفا سحابة غازية بالغة الضخامة ويبقى قلب النجم في صورة ثقب أسود. (النجوم الصغيرة التي تبلغ كتلتها 4 أضعاف كتلة الشمس تتحول إلى نجم نيوتروني). وتبين المشاهدة حاليا أن الرقاص غير مستقر وتتغير شدة إصداره للضوء بين الحين والآهر وكذلك تتغير درجة حرارته وحجمه .
وتبلغ درجة حرارة االغلاف الضوئي للرقاص نحو 3690 كلفن . وقد يمتد سمك ذلك الغلاف إلى مسافة تعادل ثلث نصف قطر النجم . ويبدو أن طبقتة الخارجية تحتوي على غازات وجزيئات مثل أول أكسيد الكربون وماء H2O وأكسيد السيليكون SiO .
كذلك تبين انبعاثات النجم في الفضاء حوله وجود غبار وماء في طبقات تصل إلى 4 أضعاق نصف قطر النجم (تعادل 2600 نصف قطر الشمس) ويبدأ القرص من على بعد ضعفين من النجم . وإذا فرضنا ووضعنا هذا النجم في مكان الشمس فإن قرصه سوف يمتد من 5و5 فرسخ فلكي ، إي من مدار المشتري إلى 11 فرسخ فلكي ، أي سوف يصل إلى مدار زحل.
يحيط النجم غلاف كري من مواد مقذوفة منه ويصل اتساعها نحو 6 دقيقة قوسية وهي متزايدة الاتساع بسرعة 10 كيلومتر في الثانية. وهذا يعطي عمر ذلك الغلاف من المقذوفات بين 2000 إلى 3000 سنة .
وتظهر تلك المواد قريبا من النجم موزعة توزيعا غير متساويا مما يرجح تكوينها في شكل حلقة حوله . ويفقد النجم حاليا من مادته بمعدل 10−7 كتلة شمسية كل سنة.

## نظام نجمي
ليسنجم الراقص نجما منفردا وإنما اتضح وجود نجمان آخران يدوران حوله، ولا يعرف عنهما حتى الآن كثيرا . المعروف أن النجمين التابعين له لهما قدر ظاهري 3و12 و7و12 ولا يمكن رؤيتهما إلا بتلسكوب .
وقد أمكن تصنيف μ Cephei B في التصنيف الطيفي M0 ، ولا تزال المعلومات عن كتلته أو شدة ضيائه أو قطره بعيدة عن الدقة .
سمي النجمان التابعان له μ Cephei B وμ Cephei C تبين تقديرات الكتلة إلى أن النجم الأول تبلغ كتلته بين 2 - 5 كتلة شمسية ويدور حول الراقص دورة كل 5و2 يوم أما النجم الثاني فتبلغ كتلته نحو 5و2 كتلة شمسية ويدور حول الراقص كل 5و0 يوم .

## وصلات خارجية
- Variable Star of the Month: Mu Cephei - A Most Beautiful Object
- The Largest Stars (Englisch)
- The Brightest Stars (Englisch)
- My Cepheus aufgenommen mit einem semiprofessionellen Teleskop in einer Amateursternwarte
- Historical Archive Photometry of µ Cephei (Englisch)
- The Garnet Star from Jim Kaler's Stars.
- image Mu Cephei
- http://jumk.de/astronomie/big-stars/garnet-star.shtml

## اقرأ أيضاً
- في 354 الملتهب
- في في الملتهب
- سهيل (نجم)
- الميسان (نجم)
- النطاق (الجبار)
- المنطقة (الجبار)
- نجم ولف-رايت
- التصنيف النجمي
- سديم الشعلة
- سديم جذع الفيل
- كتلة جينس
- انفجار أشعة غاما 080913
- مستعر أعظم
- قزم أبيض
- عملاق أحمر
- نجم الدجاجة اكس
- تخليق العناصر
- ثقب أسود
- النسق الأساسي
- مجرة حلزونية
- مجرة إهليجية
- إشعاع الخلفية الميكروني الكوني
- الانفجار العظيم
- خط زمني للانفجار العظيم
- نجم نيوتروني
- ثقب أسود
- مسييه 100
- انفجار أشعة غاما 080319ب
- انفجار أشعة غاما 090423
- انفجار أشعة غاما 970228
- في في الملتهب
- في واي الكلب الأكبر
- قائمة أسماء النجوم العربية
- منكب الجوزاء.
- نطاق الجبار
- مسدس الشتاء
- النظام (الجبار)
- نجم المليك
- رأس التوأم المؤخر
- المرزم (نجم)
- عملاق عظيم